# Maria Jan Opala
Jarosław Maria Jan Opala (ur. 4 maja 1967 w Wyszogrodzie) – polski duchowny mariawicki, proboszcz parafii Narodzenia Najświętszej Maryi Panny w Mińsku Mazowieckim i parafii Przenajświętszego Sakramentu w Płocku, od 2023 Biskup Naczelny Kościoła Starokatolickiego Mariawitów oraz biskup diecezji warszawsko-płockiej. Członek Rady Kościoła Starokatolickiego Mariawitów w latach 2007–2015 oraz od 2020 roku. Członek Prezydium Polskiej Rady Ekumenicznej. 

## Życiorys
Wychował się w rodzinie mariawickiej. Mieszkał w miejscowości Raszewo Dworskie w gminie Czerwińsk nad Wisłą. W 1984 wstąpił do mariawickiego seminarium duchownego w Płocku, a w 1986 otrzymał diakonat z rąk bpa naczelnego Marii Tymoteusza Kowalskiego. Święcenia kapłańskie otrzymał 6 maja 1990 z rąk bpa naczelnego Marii Tymoteusza Kowalskiego w katedrze w Płocku
Przez dwa lata pracował w parafii Piaseczno, a następnie przez osiem lat pracował w podwarszawskim Lesznie z jednoczesnym probostwem parafii w Błoniu. Od 2000 roku jest proboszczem parafii Narodzenia Najświętszej Maryi Panny w Mińsku Mazowieckim. W 2021 jako proboszcz mińskiej parafii wziął udział w uroczystości poświęcenia i wmurowania kamienia węgielnego pod budowę cerkwi parafii św. Spirydona Cudotwórcy w Mińsku Mazowieckim. 
W 2022 roku Uchwałą Nr XLI.389.2022 w sprawie nadania tytułów: „Honorowy Obywatel Miasta Mińsk Mazowiecki” oraz ,,Zasłużony dla Miasta Mińsk Mazowiecki.” został uhonorowany tytułem Honorowego Obywatela Miasta Mińsk Mazowiecki.
Od 2001 do 2011 pełnił również funkcję reprezentanta Kościoła w Komisji Młodzieży w Polskiej Radzie Ekumenicznej. Przez ostatnie dwa lata (2010-2011) był Przewodniczącym Komisji Młodzieży PRE..
5 września 2023 roku podczas IV sesji Kapituły Generalnej Kościoła Starokatolickiego Mariawitów kapł. Jarosław Maria Jan Opala został wybrany na urząd Biskupa Naczelnego Kościoła oraz biskupa diecezji warszawsko-płockiej. Konsekracja odbyła się 7 października 2023 roku w Świątyni Miłosierdzia i Miłości w Płocku.
Do jego wychowanków jako proboszcza mińskiej parafii należą: bp Tomasz M. Daniel Mames, sekretarz Rady Kościoła kapł. Grzegorz M. Dominik Miller oraz kapł. Hubert M. Paschalis Oganiesian.